# 格拉斯海崖
格拉斯海崖（英語：Grass Bluff），是南極洲的海崖，位於杜費克海岸，處於羅伯茲山南部，以美國研究計劃的氣象學家命名，現時由南極條約體系管理。